# Тоні Карньєллі
Тоні Карньєллі (нім. Tony Cargnelli, нар. 1 лютого 1889, Відень — пом. 27 червня 1974, Турин) — австрійський футболіст, що грав на позиції нападника. По завершенні ігрової кар'єри — футбольний тренер.

## Клубна кар'єра
Тоні Карньєллі народився у Відні у сім'ї італійця Джованні Баттісти Карньєллі і австрійки Кароліни. Тоні розпочав кар'єру в клубі «Германія Швехат». Звідти футболіст перейшов в клуб «Вінер АФ», з яким виграв чемпіонат Австрії у 1914 році.
Згодом Карньєллі повернувся в «Швехат», де виступав у ролі граючого тренера і незабаром завершив професійну кар'єру футболіста.

## Виступи за збірну
30 травня 1909 року Карньєллі провів свій перший і єдиний матч у складі збірної Австрії проти збірної Угорщини, яка представляла іншу частину єдиної Австро-угорської імперії. Більше за збірну Тоні не грав.

## Кар'єра тренера
Після завершення кар'єри гравця Карньєллі поїхав у Німеччину, де тренував «Кельн 1899», «Ідар-Оберштайн» та «Боруссію» з Дортмунда. Потім він тренував австрійську «Адміру» і був граючим тренером клубу «Мюльбург».
З 1926 року Карньєллі два роки був тренером румунського клубу «Політехніка».
У 1927 році Тоні поїхав на батьківщину свого батька — до Італії. Там очолив клуб «Торіно» і в першому ж сезоні виграв титул чемпіона країни. На другий сезон клуб зайняв 4 місце, а в листопаді 1929 року австрієць і зовсім був звільнений. Потім він очолив «Палермо» з метою вивести клуб у Серію А. Клуб посів 3 місце у Серії В, а в середині наступного сезону покинув команду.
Потім Карньєллі очолював «Фоджу» та «Барі». У 1934 році Тоні вдруге став тренером «Торіно» і виграв з клубом бронзові медалі чемпіонату і Кубок країни. Далі австрієць знову очолив «Барі», якому допоміг двічі уникнути вильоту з вищого італійського дивізіону.
У 1938 році Карньєллі очолив «Амброзіану-Інтер» і в першому ж сезоні виграв Кубок Італії, а через рік чемпіонат країни. 1940 року Карньєллі в третій раз очолив «Торіно». Згодом Тоні працював у військових чемпіонатах в «Лігурії» та «Кунео».
Після завершення війни Тоні став головним тренером «Лаціо», з якому австрієць двічі займав 10 місце, після чого працював з клубами «Луккезе-Лібертас» та «Болоньєю».
Останнім місцем тренерської роботи Карньєллі був клуб «Алессандрія», головним тренером команди якого Тоні був до 1951 року.
Помер 27 червня 1974 року на 86-му році життя у місті Турин.

## Титули і досягнення

### Як гравця
- Чемпіон Австрії (1):

«Вінер АФ»: 1913/14

### Як тренера
- Чемпіон Італії (2):

«Торіно»: 1927/28
«Амброзіана-Інтер»: 1939/40
- Володар Кубка Італії (2):

«Торіно»: 1935/36
«Амброзіана-Інтер»: 1938/39
| Дата       | Місто    | Господарі | Результат | Гості   | Турнір           | Голи | Примітки |
| ---------- | -------- | --------- | --------- | ------- | ---------------- | ---- | -------- |
| 30/05/1909 | Будапешт | Угорщина  | 1 – 1     | Австрія | товариський матч | -    |          |
| Усього     |          | Матчів    | 1         |         | Голів            | 0    |          |

## Особисте життя
Антон був одружений. Дружину звали Джулія. У них було двоє дітей — донька Адріана (народилася 13 травня 1932 року, в шлюбі взяла прізвище Каттанео) і син Джованні (народився 22 травня 1939 року).